# Jean Jensen
Jean Cetti Jensen (født 1956) er tidligere professionel fodboldstræner for Boldklubben 1908 og Boldklubben Fremad Amager. Jean Jensen har været medlem af Fremad Amager i over 40 år og spiller til daglig på klubbens veteranhold.

## Trænerkarriere
Jean Jensen har en fortid som træner for Boldklubben 1908 i 2. division, men havde ikke været træner siden 1998, da han overtog trænergerningen i 2001 hos naboerne Boldklubben Fremad Amager fra klubbens daværende cheftræner Michael Schäfer. Klubben var netop rykket ned i 2. division (2001/02-sæsonen) med et ønske om snarlig oprykning, da han efter kun 3 turneringskampe med øjeblikkelig virkning blev fyret på gråt papir af ledelsen aftenen efter hans sidste kamp. I en kortfattet pressemeddelelse skrev klubbens direktør Thomas Monberg, at samarbejdet var bragt til ophør på grund af parternes uoverensstemmelser. Fremad-direktør Thomas Monberg oplyste senere, at det var et spillerkrav, der udløste fyringen, og at han stod bag spillerne. Han blev erstattet af træner Torben "Theo" Hansen.